# .construction
.construction est un domaine Internet de premier niveau générique non-restreint.
Ce domaine est destiné aux organisations reliées à la construction, mais il est ouvert à tous sans restrictions.

## Statistiques d'usage
En janvier 2025, environ 9 800 domaines utilisent l'extension .construction.